# جولیان آلوارز
جولیان آلوارز (انگلیسی: Julián Álvarez؛ زادهٔ ۳۱ ژانویهٔ ۲۰۰۰) بازیکن فوتبال اهل آرژانتین است که در پست مهاجم برای اتلتیکو مادرید بازی می‌کند.
از باشگاه‌هایی که در آن بازی کرده است می‌توان به باشگاه منچسترسیتی اشاره کرد.
وی همچنین در تیم ملی فوتبال زیر ۲۰ سال آرژانتین، زیر ۲۳ سال آرژانتین و تیم ملی آرژانتین بازی کرده است و موفق به کسب قهرمانی جام جهانی ۲۰۲۲ نیز شده است.

## افتخارات

### باشگاهی
ریورپلاته
- لیگ برتر فوتبال آرژانتین ۲۰۲۱
- جام حذفی فوتبال آرژانتین ۱۹–۲۰۱۸
- سوپر جام فوتبال آرژانتین ۲۰۱۹
- کوپا لیبرتادورس ۲۰۱۸
- جام سودامریکانا ۲۰۱۹

منچسترسیتی
- لیگ برتر فوتبال انگلستان ۲۳–۲۰۲۲، ۲۴–۲۰۲۳
- جام حذفی فوتبال انگلستان ۲۳–۲۰۲۲
- لیگ قهرمانان اروپا ۲۳–۲۰۲۲
- سوپرجام اروپا ۲۰۲۳
- جام باشگاه‌های جهان ۲۰۲۳

### ملی
آرژانتین
- جام جهانی فوتبال ۲۰۲۲
- کوپا آمریکا ۲۰۲۱، ۲۰۲۴
- جام قهرمانان کونمبول–یوفا ۲۰۲۲

### شخصی
- آقای گل لیگ برتر فوتبال آرژانتین ۲۰۲۱
- تیم منتخب کوپا آمریکا ۲۰۲۱